# 克萊鎮區 (阿肯色州霍華德縣)
克萊鎮區（英語：Clay Township）是位於美國阿肯色州霍華德縣的一個行政鎮區。

## 地方資料
克萊鎮區的面積為71.70平方千米，當中陸地面積為71.63平方千米，而水域面積為0.07平方千米。根據2010年美國人口普查的數據，當地共有人口155人，而人口密度為每平方千米2.16人。